# Borneose zwarte gaai
De Borneose zwarte gaai (Platysmurus aterrimus) is een gaaiensoort uit de familie kraaien (Corvidae). Deze gaai wordt vaak tot de groep van de boomeksters (Dendrocitta, Crypsirina en Temnurus) gerekend en zou het meest verwant zijn aan de eksters uit het geslacht Crypsirina. Hierover bestaat geen consensus.

## Kenmerken
De vogel is 41 cm lang. De vogel werd eerder als ondersoort van de Maleise zwarte gaai beschouwd. Bij de Borneose zwarte kraai ontbreekt de witte vlek op de vleugel.

## Verspreiding en leefgebied
Het is een vogel van mangrove, regenwoud en hoogopgaand secundair bos tot op een hoogte van 1100 m boven de zeespiegel.

## Status
De Borneose zwarte gaai heeft een groot verspreidingsgebied en daardoor is de kans op uitsterven niet groot. Daarom staat deze gaai als niet bedreigd op de Rode Lijst van de IUCN. De grootte van de populatie is echter niet gekwantificeerd. Op Borneo vindt vooral in laagland veel ontbossing plaats door illegale houtkap en omzetting in terrein voor agrarisch gebruik.